# 19366 Sudingqiang
19366 Sudingqiang este un asteroid din centura principală de asteroizi.

## Descriere
19366 Sudingqiang este un asteroid din centura principală de asteroizi. A fost descoperit pe 6 noiembrie 1997 la Xinglong în cadrul programului Beijing Schmidt CCD Asteroid Program. Asteroidul prezintă o orbită caracterizată de o semiaxă mare de 2,68 ua, o excentricitate de 0,17 și o înclinație de 13,8° în raport cu ecliptica.